# Ethnophaulismus
Ein Ethnophaulismus (von altgriechisch ἔθνος éthnos, deutsch ‚Volk, Volksstamm‘, und altgriechisch φαῦλος phaúlos, deutsch ‚gering, wertlos‘) ist eine abwertende Bezeichnung für eine ethnisch definierte Gruppe.

## Begriff
Das Wort „Ethnophaulismus“ setzt sich als Neologismus aus den altgriechischen Nomina ἔθνος éthnos („Volk, Volksstamm“) und φαῦλος phaúlos („gering, wertlos, schlecht, böse“) sowie dem Suffix -ismus zusammen. Der Begriff wurde 1944 vom US-amerikanischen Psychologen Abraham Aron Roback geprägt in seiner Monographie A Dictionary of International Slurs (Ethnophaulisms).
Ein Ethnophaulismus ist ein pejoratives exonymisches Ethnonym: eine abwertende Fremdbezeichnung für eine „ethnisch oder rassistisch definierte Gruppe“. Im englischen Sprachraum existiert der Ausdruck derogatory ethnic label (DEL) („herabwürdigende ethnische Bezeichnung“), der den Begriff der Herabwürdigung als Fachausdruck der Antidiskriminierung einführt. Daneben wird insbesondere im amerikanischen Englisch die Bezeichnung ethnic slur gebraucht („ethnische Verunglimpfung“).

## Spezielle Ethnophaulismen

### Deutschsprachige
Auf Deutsche bezogen gibt es etwa im Englischen die Bezeichnungen Kraut, Hun („Hunnen“) sowie das auch im Französischen, Russischen und Polnischen gebräuchliche Fritz; zu nennen sind außerdem französisch boche, italienisch crucco, niederländisch mof, dänisch pølsetysker, finnisch niksmanni, polnisch Szwab, Szkop und Hanys und tschechisch skopčák. In Österreich werden Deutsche oft als Piefke bezeichnet (üblich ist auch das auf die Verpflegung deutscher Soldaten im Ersten Weltkrieg zurückgehende Marmeladinger), in der Schweiz als Gummihälse.
In jüngerer Zeit etablierten sich in Deutschland die abwertenden, jugendsprachlichen Bezeichnungen Kartoffel und Alman für Deutsche.

### Englischsprachiges Nordamerika
Erdman B. Palmore stellte fest, dass mit steigendem sozialem Abstand einer ethnischen Mehrheit zu einer anderen ethnischen Gruppe die Anzahl der verschiedenen Ethnophaulismen ansteigt. So bestehen für Schwarze mehr Ethnophaulismen als für Weiße. Hinzu kommt, dass diese Ethnophaulismen sich bei Schwarzen oft auf von Weißen unterschiedliche Körpermerkmale beziehen.
Nach einer Untersuchung Irving L. Allens von 1982 ergäben sich in den Vereinigten Staaten abwertende Namensgebungen vor allem im Zusammenhang mit „Immigration, Siedlungsverhalten, Stadtzuzug, Berufsspezialisierung und innergesellschaftlichen Wanderungen spezifischer Volksgruppen“. Auch subkulturelle Gruppen seien mit Schimpfwörtern belegt, die Regional-, Klassen- und Konfessionsunterschiede zum Ausdruck brächten.